# Netsh
В программном обеспечении, netsh (от англ. «сетевая оболочка» или network shell) — программа, включенная в линейку продуктов операционных систем Microsoft Windows NT начиная с Windows 2000. Она позволяет осуществлять локальное или удаленное конфигурирование сетевых параметров.
Наиболее часто netsh используется для сброса настроек TCP/IP-стека к настройкам по умолчанию, неким корректным значениям, что в Windows 98 требовало переустановки TCP/IP адаптера. В этом режиме вам весьма пригодится файл лога, который будет содержать сведения о параметрах, значения которых изменили.
Netsh, помимо прочих возможностей, также позволяет пользователю менять IP-адрес на его машине, а также включать/отключать сетевое соединение через командную строку.

## Примеры использования
Пример использования:
```
netsh interface ip reset C:\resetlog.txt
```

Статический IP-адрес:
```
netsh interface ip set address local static 123.123.123.123 255.255.255.0 
```

Два статических IP-адреса:
```
netsh interface ip set address local static 123.123.123.123 255.255.255.0 
netsh interface ip add address local 234.234.234.234 255.255.255.0 

```

Динамический IP-адрес:
```
netsh interface ip set address name="Local Area Connection" source=dhcp
```

Добавить первый DNS
```
netsh interface ip set dns "Подключение по локальной сети" static 192.9.0.100
```

Добавить второй DNS
```
netsh interface ip add dns "Подключение по локальной сети" 192.9.0.101
```

Добавить третий DNS.
```
netsh interface ip add dns "Подключение по локальной сети" 192.9.0.101 index=3
```

Отключение и включение сетевого интерфейса (не поддерживается в Windows XP)
```
netsh interface set interface name="Подключение по локальной сети 2" admin=DISABLED
netsh interface set interface name="Подключение по локальной сети 2" admin=ENABLED
```

## NETSH и IPv6
Netsh также можно использовать для получения информации из IPv6-стека, она даже более удобная, чем программа IPv6.exe, и предоставляет больше информации того же уровня.
Для просмотра вашего IPv6-адреса используйте NETSH следующим образом:
```
netsh interface ipv6 show address
```

## Дополнительные материалы
- Описание применения Netsh на страницах Microsoft TechNet
- Онлайновый инструмент для создания команд назначения адресов
- Команды-Netsh
- 10 команд Netsh, которые обязан знать каждый админ